# 青蛙分数
《青蛙分数》是一款于2012年10月25日发布的网页游戏，由创办人Jim Crawford为核心的Twinbeard Studios公司开发。游戏被称为教育娱乐类游戏的戏仿作品。在游戏一开始，玩家控制青蛙吃掉虫子和保卫水果。玩家之后可以在游戏中消耗点数升级青蛙的能力。游戏本身并不教育玩家有关“分数”，玩家的得分以分数形式给出，但无需了解也可以进行游戏。
它的续集《青蛙分数2》在2014年由Kickstarter宣布，在玩家们成功完成了由Crawford汇聚的多段另類實境遊戲后于2016年12月正式发布。

## 遊戲玩法
《青蛙分數》以一個坐在蓮葉上的青蛙為開局。玩家控制這隻青蛙，必須要用牠的舌頭來攻擊昆蟲，同時收集與保護水果。遊戲後期會出現玩家可購買的升級，包括鎖定目標、模控腦、和一隻會飛的龍。 玩家在收集到足夠的水果後，可以購買曲速引擎，這能讓它們騎在龍上穿過主小行星帶，來到蟲火星（英語： Bug Mars），在這裡玩家與一隻外星機械烏賊進行了戰鬥。之後玩家被送至蟲法院，他們在這裡簽署了工作簽證。接著玩家在蟲火星的一個水下迷宮中進行探險，同時聆聽旁白敘述拳擊運動誕生的歷史。在迷宮的最後，玩家激活了一個宇宙飛船，並且必須完成一段文字冒險遊戲才能返回到蟲星。到這裡遊戲似乎結束了，但出現的其實是假的製作人員名單。回到蟲火星後，玩家在一個勁爆熱舞風格的遊戲中競選總統。無論玩家表現如何，他們最終都能成功當選總統。玩家必須要完成一個製作蟲類色情片的商業模擬器來解鎖之後的升級。一旦收集了所有必須升級，遊戲就會結束。整個遊戲流程約為一小時。

## 開發
Crawford最初製作《青蛙分數》是為了娛樂他的朋友，並且觀察他們第一次玩這個遊戲時的反應。後來，他感到隨著獨立遊戲的快速發展，玩家們對《青蛙分數》更為重視。Crawford指出，儘管評論家們經常稱這個遊戲是對舊式教育遊戲的諷刺，但他從未有意帶著那種想法開發《青蛙分數》。與之相反，Crawford解釋道《青蛙分數》之所以是教育主題，是因為名稱中的頭韻，並且他認為教育遊戲是他青春的一部分。
最初，《青蛙分數》包含了教玩家在遊戲中取得進展的嚮導。然而，在Crawford讓他的朋友Tim Ambrogi測試遊戲後，Ambrogi說他不想看到遊戲進程中出現任何的訊息彈出窗，因為他太專注於遊戲本身了。 Crawford為遊戲添加了過渡，使其感覺像是「夢幻般的進步」，他認為這能更好的吸引玩家。對於遊戲後半段的過渡，Crawford希望這些過渡能更多地娛樂玩家，而不是要讓玩家理清遊戲劇情。《PC World》稱讚《青蛙分數》使用過渡在每個場景之間建立聯繫，以增加一致感的做法，儘管經常出現一些奇怪的過渡。
為了從《青蛙分數》中營利，Crawford起初賣出遊戲的原聲音樂，部分收益給了遊戲的音樂團隊。他後來決定售賣包含了遊戲中的笑話的T恤來讓遊戲的藝術團隊受益。在開發《青蛙分數》時，Crawford說他有了很多開發其他遊戲的主意，但他後來意識到他可以馬上把這些主意實施到《青蛙分數》中，而不是另外開展新的遊戲項目，因為這個遊戲具有不可預測的性質。